# Namur Belgian-American District
Der Namur Belgian-American District, auch bekannt als Namur Historic District, ist ein Historic District im Dorf Namur, im Door County, Wisconsin. Die Siedlung wurde am 6. November 1989 in das National Register of Historic Places aufgenommen. Am 14. Dezember 1990 erhielt der Historic District den Status eines National Historic Landmarks.
Der Namur Belgian-American District besteht aus 263 Gebäuden und Stätten, von denen 186 als ein Contributing Property gelten. Der Bezirk steht wegen seiner homogenen Bevölkerung exemplarisch für die ethnische Enklave im nordöstlichen Wisconsin, welche durch Migration aus Belgien entstanden ist. So wurde noch 1987 in dieser Region wallonisch gesprochen und die Belgische Küche als Nahrung präferiert.